# 프리바이오틱스
프리바이오틱스(prebiotics)는 위와 소장에서 소화 효소로 분해되지 않는 저분자 섬유소이다. 장 내 유익한 박테리아의 생장을 돕는 난소화성 성분으로 프로바이오틱스의 영양원이 되어 장 내 환경을 개선하는 데 도움을 주는 물질을 말한다. 라피노즈, 이눌린 또는 이눌린을 이용하여 만든 프락토올리고당, 올리고당, 갈락토 올리고당 등 올리고당류가 대표적인 프리바이오틱스다. 프리바이오틱스는 올리고당과 같이 단당류가 결합된 탄수화물로 이루어져 있는 경우가 많고, 거의 대부분이 식이섬유의 형태로 존재한다.

## 같이 보기
- (영어) Prebiotic (nutrition)